# Боягузтво
Боягу́зтво — це характеристика поведінки людини в певній ситуації, виражена відмовою від якого-небудь вчинку (дії) через страх або наявність будь-яких фобій. Вважається негативною якістю і прямою протилежністю сміливості і мужності. Вираз «боягуз», «боягузливий» є похідним від слова боягузтво. Рушійною силою боягузтва є страх. Боягузтво слід відрізняти від зайвої обережності або обачності.

## Поява і прояв боягузтва
Сам по собі страх є нормальним і природним захисним механізмом будь-якого живої істоти. У цьому механізмі знаходить своє відображення інстинкт самозбереження. Проте, обставини життя нерідко вимагають подолання страху, а значить і придушення в собі цього природного інстинкту. Часто людина буває нездатна до цього. Крім того, людина може долати в собі страх в одних обставинах і не долати його в інших. Наприклад, одна і та ж людина може панічно боятися висоти, але не боятися вступити в бійку з групою хуліганів. Або людина може не боятися стрибнути з парашутом з літака, але може панічно боятися гніву свого начальника по роботі.
У військовій психології боягузтво це поведінка, у процесі якої під впливом страху зневажаються моральні норми, створюється загроза життю, соціальному статусу суб'єкта активності або безпеці інших людей.
У Кримінальному кодексі України у контексті військових кримінальних правопорушень боягузтво є синонімом несміливості, яка властива особі, і яка легко піддається почуттю страху, паніці. Відповідно до статті 430 ККУ саме через боягузтво, яке може зумовити добровільну здачу у полон, такий військовослужбовець нестиме кримінальну відповідальність.